# Csang Zsuo-jün
Csang Zsuo-jün (张若昀, pinjin: Zhang Ruoyun, 1988. augusztus 24.–) kínai színész, a Pekingi Filmakadémia növendéke. Számos népszerű televíziós sorozatban szerepelt, például a Faji Csin Ming (Fǎyī Qín Míng) (Medical Examiner Dr. Qin) vagy a Csing Jü nien (Qing yu nian) (Joy of Life).

## Élete és pályafutása
Édesapja Csang Csien (张健, Zhang Jian) filmrendező, filmproducer. Szülei elváltak, amikor kétéves volt, a gyermekfelügyeleti jogot az apja kapta meg, mégis a nagyszülei nevelték, mert az apja soha nem volt otthon. Emiatt elhidegültek egymástól. A helyzetet tovább rontotta, hogy Csang Csien (Zhang Jian) feltörekvő színész fia nevével – annak tudtán kívül – próbált meg tőkét szerezni egy ambíciózus projekthez, ami azonban csődbe ment, így Csang Zsuo-jün (Zhang Ruoyun) anyagi problémákkal küzdött. Csang (Zhang) végül bíróságra vitte az ügyet, ami tovább rontott az apa-fiú kapcsolaton, végül a színész teljesen elhatárolódott az édesapjától.

### 2004–2014: A kezdetek
Csang (Zhang) gyerekszínészként debütált a The Sea's Promise (海的誓言) című televíziós sorozatban. Első kritikai sikerét a Snow Leopard (雪豹, 2010) és a Black Fox (黑狐, 2011) című sorozatokkal aratta. 2010-ben a legnépszerűbb színész díját is elnyerte. Első főszerepét a Sharp Sword (雳剑) című háborús sorozatban kapta. 2014-ben a New Snow Leopard-ban szerepelt, melyért elnyerte a Kínai Televíziós Sorozatok Díját.

### 2015–2023: Növekvő népszerűség és áttörés
Csang (Zhang) 2015-ben szerepet kapott a Wu Xin: The Monster Killer (无心法师) című websorozatban, melynek népszerűsége kapcsán egyre ismertebb lett a kelet-ázsiai régióban. Ezt a Promise of Migratory Birds (十五年等待候鸟) című romantikus sorozat követte, majd két fantasysorozat, a Novoland: The Castle in the Sky (九州天空城) és a Legend of Nine Tails Fox következett.
2016-ban a népszerű Sparrow (麻雀) című sorozatban kapott főszerepet. Az alkotásnak köszönhetően Csang (Zhang) mainstream népszerűségre tett szert, és elnyerte a legnépszerűbb színész díját a Kínai Televíziós Sorozatok Díjkiosztóján. Ezt követően a Medical Examiner Dr. Qin című sorozatban szerepelt, mely több mint 1,5 milliárd megtekintéssel az egyik legtöbbet nézett sorozat volt a Sohu TV streaming felületén. Színészi játékát is dicsérték a kritikusok. Még ugyanebben az évben a  Sky on Fire lett az első mozifilmje.
2017-ben Huo Csü-ping (Huo Qubing) tábornok szerepét kapta meg az édesapja által rendezett The Fated General című sorozatban, melynek címét később Desert Windre (风起大漠) változtatták. A sorozat csak 2025-ben kapott bemutatási jogot az állami cenzúrától. 2017-ben a Dear My Friends című koreai sorozat kínai remake-jében is szerepelt. Ugyanebben az évben felkerült a Forbes China hírességek 100-as listájára.
2017–2018-ban Vlagyimirt és Versinyint alakította Lin Csao-hua (Lin Zhaohua) kísérleti színházi produkciójában, melynek címe A három nővér & Godot-ra várva. 2018-ban a The Evolution of Our Love (爱情进化论) című romantikus vígjátéksorozatban játszott.
2019-ben az Awakening of Insects (惊蛰) című kémsorozatban, a Sparrow folytatásában játszott. Ezt követte a Joy of Life, melyet Mao Ni azonos című webregénye alapján készítettek. A sorozat nagy népszerűségre tett szert és pozitív kritikai fogadtatásban részesült. Alakításáért a Sanghaji Televíziós Fesztivál Magnólia-díjára jelölték a legjobb színész televíziós sorozatban kategóriában.
2020-ban a Perfect Evidence (完美证据) című sorozatban kapott szerepet, valamint az Evacuate From the 21st Century (从21世纪安全撤离) című filmben, melyet azonban csak 2024-ben mutattak be. 2020-ban újra a Joy of Life forgatókönyvírójával, Vang Csüan (Wang Juan)nal dolgozott együtt a Sword Snow Stride (雪中悍刀行) című vuhszia (wuxia)-sorozaton. A sorozatot egy hónap alatt hatmilliárdszor tekintették meg a Tencent Video felületén. Csang (Zhang) 2020-ban a Forbes magazin kínai hírességek listáján a 37. helyet érte el.
2021-ben az Ordinary Greatness (警察荣誉) című rendőrsorozat főszerepét kapta meg. Az alkotás nagy sikert aratott a kritikusok körében. Ugyanebben az évben szerződtették az Under The Microscope (显微镜下的大明之丝绢案) főszerepére, ahol egy Asperger-szindrómás matematikai zsenit alakított. 2022-ben a The Hope (鸣龙少年) című sorozatban kapott főszerepet.

### 2024– napjainkig: Mainstream sikerek
A Joy of Life második évadát 2023 májusában kezdték el forgatni. Az évad rekordot döntött a Tencent felületén, többek között a legmagasabb népszerűségi pontot érte el. Külföldön is jól teljesített, a legtöbbet nézett kínai sorozat lett a Disney+-on, és a Viki, valamint a YouTube felületén is többen látták, mint más népszerű kínai sorozatokat.
2024-ben megkapta a főszerepet a Light of Dawn (人之初) című sorozatban. Ugyanebben az évben az Ordinary Greatness című sorozatban nyújtott alakításáért Arany Sas Kínai Televíziós Díjra jelölték legjobb színész kategóriában.

## Magánélete
Csang (Zhang) és Tang Ji-hszin (Tang Yixin) színésznő 2017-ben, a Weibón jelentették be a kapcsolatukat. 2019. június 27-én, kilenc év együtt járás után házasodtak össze Írországban. 2020 májusában lányuk született.

## Filmográfia

### Filmek
| Év   | Angol/Magyar cím               | Kínai cím          | Szerep                    | Megjegyzés    |
| ---- | ------------------------------ | ------------------ | ------------------------- | ------------- |
| 2016 | Sky on Fire                    | 沖天火             | Pan Ce-ven (Pan Ziwen)    |               |
| 2018 | Nuts                           | 奇葩朵朵           | Huang Csien (Huang Jian)  | [ 53 ]        |
| 2020 | Előre                          | ½的魔法            | Barley                    | szinkronhang  |
| 2021 | 1921                           | 1921               | Liu Sao-csi (Liu Shao Qi) |               |
| 2024 | Evacuate From the 21st Century | 从21世纪安全撤离   | Vang Csa (Wang Zha)       |               |
| 2024 | Mufasa: Az oroszlánkirály      | 狮子王：木法沙传奇 | Mufasa                    | szinkronghang |
| 2025 | The Litchi Road                | 长安的荔枝         | Tu Fu (Du Fu)             |               |

### Televíziós sorozatok
| Év   | Angol/Magyar cím                 | Kínai cím              | Szerep                              | Csatorna                   | Megjegyzés     |
| ---- | -------------------------------- | ---------------------- | ----------------------------------- | -------------------------- | -------------- |
| 2004 | The Sea's Promise                | 海的誓言               | fiatal Cseng Ou-jang (Zheng Ouyang) | Youku                      |                |
| 2010 | Snow Leopard                     | 雪豹                   | Liu Cse-huj (Liu Zhihui)            | Hunan Channel              |                |
| 2011 | Barber                           | 理发师                 | Csao Csing (Zhao Jing)              | Hebei TV                   |                |
| 2011 | Black Fox                        | 黑狐                   | Fang Tien-ji (Fang Tianyi )         | Sichuan TV                 |                |
| 2012 | Blood Rose                       | 血色玫瑰之女子特遣队   | Csou Li-csan (Zhou Lichan)          | Sichuan TV                 | vendégszereplő |
| 2013 | Flashing Swords                  | 雳剑                   | Jen Szung-sen (Yan Songshen)        | Yunnan TV, Heilongjiang TV | [ 54 ]         |
| 2013 | Next Life I Will Still Marry You | 下辈子还嫁给你         | Fu Nien-ven (Fu Nianwen)            | Shandong TV                | [ 55 ]         |
| 2013 | The Wind                         | 风影                   | Fang Tien-ji (Fang Tianyi)          | Zhejiang TV                | vendégszereplő |
| 2013 | Love Song                        | 恋歌                   | Lin Heng                            | Sichuan TV                 | [ 57 ]         |
| 2014 | New Snow Leopard                 | 雪豹坚强岁月           | Csou Vej-kuo (Zhou Weiguo)          | Anhui TV, Zhejiang TV      |                |
| 2014 | Light and Shadow                 | 光影                   | Luo Tien-csiang (Luo Tianqiang)     | Zhejiang TV                | [ 58 ]         |
| 2015 | Wu Xin: The Monster Killer       | 无心法师               | Csang Hszien-cung (Zhang Xianzong)  | Sohu TV                    |                |
| 2015 | Intouchable                      | 男神执事团             | Csie (Jie)                          |                            | [ 59 ]         |
| 2016 | Legend of Nine Tails Fox         | 青丘狐传说             | Liu Ce-ku (Liu Zigu)                | Hunan TV                   | [ 60 ]         |
| 2016 | Promise of Migratory Birds       | 十五年等待候鸟         | Pej Hsziang-hszüan (Pei Xiangxuan)  | Hunan TV                   |                |
| 2016 | Novoland: The Castle in the Sky  | 九州天空城             | Feng Tien-ji (Feng Tianyi)          | Jiangsu TV                 |                |
| 2016 | Sparrow                          | 麻雀                   | Tang San-haj (Tang Shanhai)         | Hunan TV                   |                |
| 2016 | Medical Examiner Dr. Qin         | 法医秦明               | Csin Ming (Qin Ming)                | Sohu TV                    |                |
| 2016 | Hei Hu Zhi Feng Ying             | 黑狐之风影             | Fang Tien-ji (Fang Tianyi)          | Chongqing TV               | vendégszereplő |
| 2017 | Dear My Friends                  | 亲爱的她们             | Ho An-ning (He Anning)              | Hunan TV                   |                |
| 2018 | The Evolution of Our Love        | 爱情进化论             | Lu Fej (Lu Fei)                     | Dragon TV, Zhejiang TV     |                |
| 2019 | Hurricane                        | 暴风骤雨               | Csao Jü-lin (Zhao Yulin)            | Jiangsu Channel            | [ 62 ]         |
| 2019 | Awakening of Insects             | 惊蛰                   | Csen San (Chen Shan)                | Hunan TV                   |                |
| 2019 | Joy of Life                      | 庆余年                 | Fan Hszien (Fan Xian)               | iQiyi, Tencent             |                |
| 2021 | My Heroic Husband                | 赘婿                   | Csang Hao-csen (Jiang Haochen)      | Tencent                    | Cameo          |
| 2021 | Sword Snow Stride                | 雪中悍刀行             | Hszü Feng-nien (Xu Fengnian)        | Tencent                    | [ 37 ]         |
| 2022 | Ordinary Greatness               | 警察荣誉               | Li Ta-vej (Li Dawei)                | iQiyi                      | [ 42 ]         |
| 2023 | Under The Microscope             | 显微镜下的大明之丝绢案 | Suaj Csia-mo (Shuai Jiamo)          | iQiyi                      |                |
| 2023 | The Hope                         | 鸣龙少年               | Lej Ming (Lei Ming)                 | Youku                      |                |
| 2024 | Judge Dee's Mystery              | 大唐狄公案             | Tiao Hsziao-kuan (Diao Xiaoguan)    | Youku                      | vendégszereplő |
| 2024 | Joy of Life 2                    | 庆余年 第二季          | Fan Hszien (Fan Xian)               | Tencent, Disney+           | [ 64 ]         |
| TBA  | Perfect Evidence                 | 完美证据               | Sze Tu-csün (Si Tujun)              |                            | [ 65 ]         |
| TBA  | Light of Dawn                    | 人之初                 | Kao Feng (Gao Feng)                 |                            | [ 66 ]         |
| TBA  | Desert Wind/The Fated General    | 风起大漠               | Huo Csü-ping (Huo Qubing)           |                            | [ 23 ] [ 24 ]  |

## Diszkográfia
| Év   | Angol cím               | Kínai cím  | Album                          | Megjegyzés      |
| ---- | ----------------------- | ---------- | ------------------------------ | --------------- |
| 2011 | A Strong Person         | 坚强的人   | Black Fox OST                  |                 |
| 2013 | Waking Up               | 醒来       | Love Song OST                  |                 |
| 2015 | The Longest Journey     | 最长的旅途 | Wu Xin: The Monster Killer OST |                 |
| 2016 | The Promise of Lateness | 迟到的誓言 | Promise of Migratory Birds OST |                 |
| 2016 | Stray                   | 迷途       | Sparrow OST                    |                 |
| 2016 | Eternal                 | 不滅       | Medical Examiner Dr. Qin OST   | dalszövegíró is |
| 2018 | All Right               | –          | The Evolution of Our Love OST  |                 |
| 2021 | Walking in the Snow     | 雪中行     | Sword Snow Stride              |                 |

## Díjak és elismerések
| Év                                      | Díj                                                          | Kategória                             | Jelölt                            | Eredmény | Hiv.   |
| --------------------------------------- | ------------------------------------------------------------ | ------------------------------------- | --------------------------------- | -------- | ------ |
| 2012                                    | 2. LeTV Entertainment Awards                                 | Legjobb újonc (TV)                    | N/A                               | Elnyerte | [ 67 ] |
| 2014                                    | 6. Kínai Televíziós Sorozatok Díja                           | Kiváló színész                        | New Snow Leopard                  | Elnyerte | [ 12 ] |
| 2016                                    | 10. Tencent Video Star Awards                                | Az év befolyásos televíziós színésze  | N/A                               | Elnyerte | [ 68 ] |
| 2016                                    | 8. Kínai Televíziós Sorozatok Díja                           | Népszerű színész                      | Sparrow                           | Elnyerte | [ 20 ] |
| 2017                                    | 14. Esquire Man At His Best Awards                           | Színész, akiről a legtöbbet beszéltek | N/A                               | Elnyerte | [ 69 ] |
| 2019                                    | Sohu Fashion Awards                                          | Az év sorozatsztárja                  | N/A                               | Elnyerte | [ 70 ] |
| 2019                                    | Golden Bud - The Fourth Network Film And Television Festival | Az év színésze                        | Awakening of Insects, Joy of Life | Elnyerte | [ 71 ] |
| 2019                                    | Tencent Video All Star Awards                                | Az év minőségi színésze               | Joy of Life                       | Elnyerte | [ 72 ] |
| 2019                                    | Beijing News Weekly                                          | Az év embere                          | N/A                               | Elnyerte | [ 73 ] |
| 2020                                    | Yuewen Original Literature Summit                            | Az év népszerű színésze               | N/A                               | Elnyerte | [ 74 ] |
| 2020                                    | Yuewen Original Literature Summit                            | Szívek megdobogtatója                 | N/A                               | Elnyerte | [ 75 ] |
| 2020                                    | 12. Kínai Televíziós Sorozatok Díja                          | Az év minőségi színésze               | Joy of Life                       | Elnyerte | [ 76 ] |
| 2020                                    | 26. Sanghaji Televíziós Fesztivál                            | Magnólia-díj a legjobb színésznek     | Joy of Life                       | Jelölve  | [ 77 ] |
| 2020                                    | 7. Kína Színészei Díj                                        | Legjobb színész websorozatban         | N/A                               | Elnyerte | [ 78 ] |
| 2020                                    | 30. Arany Sas Kínai Televíziós Díj                           | Közönségdíjas színész                 | N/A                               | Jelölve  | [ 79 ] |
| 2021                                    |                                                              |                                       |                                   |          |        |
| GQ Men of the Year                      | Példakép                                                     | N/A                                   | Elnyerte                          | [ 80 ]   |        |
| 2022                                    |                                                              |                                       |                                   |          |        |
| GQ Men of the Year                      | Példakép                                                     | N/A                                   | Elnyerte                          |          |        |
| Weibo TV & Internet Video Summit        | Az év minőségi színésze                                      | N/A                                   | Elnyerte                          | [ 81 ]   |        |
| IQIYI Scream Night                      | Az év színésze (sorozat)                                     | N/A                                   | Elnyerte                          | [ 82 ]   |        |
| 2023                                    | 1. CMG Annual Chinese TV Drama Ceremony                      | Az év népszerű színésze               | Ordinary Greatness                | Elnyerte | [ 83 ] |
| 2023                                    | Weibo TV & Internet Video Summit                             | Az év minőségi színésze               | N/A                               | Elnyerte | [ 84 ] |
| 2023                                    | IQIYI Scream Night                                           | Az év színésze (sorozat)              | N/A                               | Elnyerte | [ 85 ] |
| 2023                                    | Tencent Video All Star Awards                                | Az év VIP sztárja                     | N/A                               | Elnyerte | [ 86 ] |
| 2023                                    | GQ Men of the Year                                           | Példakép                              | N/A                               | Elnyerte |        |
| 2024                                    |                                                              |                                       |                                   |          |        |
| 32. Arany Sas Kínai Televíziós Díj      | Legjobb színész                                              | Ordinary Greatness                    | Jelölve                           | [ 49 ]   |        |
| Tencent Video All Star Awards           | Az év VIP sztárja                                            | N/A                                   | Elnyerte                          | [ 87 ]   |        |
| Tencent Video All Star Awards           | Az év legbefolyásosabb művésze                               | N/A                                   | Elnyerte                          | [ 87 ]   |        |
| 2025                                    |                                                              |                                       |                                   |          |        |
| 3. CMG Annual Chinese TV Drama Ceremony | Az év legmegnyerőbb színésze                                 | Joy of Life 2                         | Elnyerte                          | [ 88 ]   |        |
| Yuewen Global IP Awards                 | Az év színésze                                               | N/A                                   | Elnyerte                          | [ 89 ]   |        |
| China Quality Television Drama Ceremony | Kiemelkedő képességű sztár                                   | N/A                                   | Elnyerte                          | [ 90 ]   |        |

### Forbes China Celebrity 100
| Év   | Helyezés | Hiv.   |
| ---- | -------- | ------ |
| 2017 | 94.      | [ 91 ] |
| 2020 | 32.      | [ 92 ] |